# UN-Konvention
UN-Konvention ist eine Bezeichnung für völkerrechtlich bindende Verträge zwischen den Mitgliedsstaaten der Vereinten Nationen. Nach der Annahme eines entsprechenden Entwurfes auf einer Generalversammlung der Vereinten Nationen (UN-Vollversammlung) werden sie nach der Unterzeichnung durch die Landesrepräsentanten und der Ratifizierung durch entsprechende nationale Gremien (in Deutschland: Bundestag) für die Vertragsstaaten völkerrechtlich bindend.
Ihre Umsetzung wird von entsprechenden UN-Kommissionen oder -Ausschüssen begleitet und kontrolliert (siehe Nebenorgane der Vereinten Nationen). Die jeweiligen Vertragsstaaten haben in regelmäßigen Abständen über den Stand und den Fortgang der Umsetzung vor Ort Bericht zu erstatten. Nichtregierungsorganisationen (NGOs) erstellen „Schattenberichte“, die ebenso in die jeweilige Bewertung Eingang finden.
UN-Konvention ist nicht zu verwechseln mit UN-Konferenz zu bestimmten Themenkreisen, etwa der UN-Konferenz für Abrüstung (UNCD).

## Konventionen (Auswahl)
Wichtige UN-Konventionen, sortiert nach dem Jahr ihres Inkrafttretens:
- 1954: UN-Flüchtlingskonvention – Abkommen über die Rechtsstellung der Flüchtlinge
- 1961: Einheitsabkommen über die Betäubungsmittel – Single Convention on Narcotic Drugs, Österreich: Einzige Suchtgiftkonvention
- 1969: UN-Konvention gegen Rassismus – ICERD: International Convention on the Elimination of All Forms of Racial Discrimination, Internationales Übereinkommen zur Beseitigung jeder Form von rassistischer Diskriminierung[1]
- 1971: Konvention über psychotrope Substanzen
- 1978: UN-Konvention über das Verbot des militärischen oder anderweitig feindlich gesinnten Einsatzes von Umwelt-Modifikationstechniken – ENMOD: Convention on the Prohibition of Military or Any Other Hostile Use of Environmental Modification Techniques, Umweltkriegsübereinkommen
- 1981: UN-Konvention zur Beseitigung jeder Form von Diskriminierung der Frau – CEDAW: Convention on the Elimination of All Forms of Discrimination against Women[2]
- 1983: Konvention über bestimmte konventionelle Waffen – CCW: Convention on Certain Conventional Weapons, auch UN-Waffenkonvention, 1980
- 1987: UN-Konvention gegen Folter – CAT: Convention against Torture and Other Cruel, Inhuman or Degrading Treatment or Punishment, Übereinkommen gegen Folter und andere grausame, unmenschliche oder erniedrigende Behandlung oder Strafe[3]
- 1988: Übereinkommen der Vereinten Nationen gegen den unerlaubten Verkehr mit Suchtstoffen und psychotropen Stoffen
- 1988: UN-Konvention zum Kaufrecht: United Nations Convention on Contracts for the International Sale of Goods
- 1990: UN-Konvention für die Rechte der Kinder – CRC: Convention on the Rights of the Child
- 1990: UN-Konvention gegen den unerlaubten Verkehr mit Suchtstoffen und psychotropen Stoffen: United Nations Convention Against Illicit Traffic in Narcotic Drugs and Psychotropic Substances
- 1993: UN-Konvention zur Biodiversität – CBD: Convention on Biological Diversity
- 1994: Übereinkommen der Vereinten Nationen zur Bekämpfung der Wüstenbildung – United Nations Convention to Combat Desertification in those Countries Experiencing Serious Drought and/or Desertification
- 1994: UN-Seerechtsübereinkommen – UNCLOS: United Nations Convention on the Law of the Sea
- 2003: Übereinkommen der Vereinten Nationen gegen Korruption – UNCAC: United Nations Convention against Corruption
- 2003: UNESCO-Konvention zur Erhaltung des immateriellen Kulturerbes – Convention for the Safeguarding of Intangible Cultural Heritage
- 2003: UN-Wanderarbeiterkonvention – International Convention on the Protection of the Rights of All Migrant Workers and Members of Their Families
- 2003: Übereinkommen gegen die grenzüberschreitende organisierte Kriminalität: United Nations Convention against Transnational Organized Crime
- 2007: Übereinkommen zum Schutz und zur Förderung der Vielfalt kultureller Ausdrucksformen – Convention on the Protection and the Promotion of the Diversity of Cultural Expressions,[4] mit dem jährlichen Welttag der kulturellen Vielfalt für Dialog und Entwicklung am 21. Mai[5]
- 2008: Übereinkommen über die Rechte von Menschen mit Behinderungen – Convention on the Rights of Persons with Disabilities, deutsch auch abgekürzt als BRK
- 2010: UN-Konvention gegen Verschwindenlassen – International Convention for the Protection of All Persons from Enforced Disappearance, Internationales Übereinkommen zum Schutz aller Personen vor dem Verschwindenlassen[6]